# Governo de transição sírio
Após a queda do regime de Assad e o exílio do ex-presidente sírio Bashar al-Assad, um governo de transição sírio (em árabe: الحكومة الانتقالية السورية) foi instalado em Damasco pela oposição síria. Em 8 de dezembro de 2024, horas após a vitória da oposição, Mohammad Ghazi al-Jalali, o primeiro-ministro cessante da Síria, concordou em liderar o governo de transição em uma capacidade interina. Ele transferiu o poder para Mohammed al-Bashir, primeiro-ministro do Governo de Salvação Sírio, no dia seguinte.
Foi anunciado em 10 de dezembro que a administração de transição durará até 1º de março de 2025, com todos os ministros do Governo de Salvação Sírio assumindo os mesmos cargos no novo governo de transição.

## Formação
Abu Mohammad al-Julani, líder do Governo de Salvação Sírio, declarou no Telegram que as instituições públicas sírias não seriam imediatamente tomadas à força e, em vez disso, seriam temporariamente mantidas pelo primeiro-ministro sírio Mohammad Ghazi al-Jalali até que a transição política completa fosse concluída. Al-Jalali anunciou em um vídeo de mídia social que planejava ficar em Damasco e cooperar com o povo sírio, ao mesmo tempo em que expressava esperança de que a Síria pudesse se tornar "um país normal" e começar a se envolver em diplomacia com outras nações. Jalali também expressou sua prontidão para "estender a mão" à oposição.
Hadi al-Bahra, presidente da Coalizão Nacional Síria da Oposição e das Forças Revolucionárias, disse que um período de transição de 18 meses era necessário para estabelecer "um ambiente seguro, neutro e tranquilo" para eleições livres. Este período inclui seis meses para redigir uma nova constituição. Esta transição, de acordo com al-Bahra, deve estar em conformidade com a Resolução 2254 do Conselho de Segurança das Nações Unidas.
O primeiro-ministro do Governo de Salvação Sírio, Mohammed al-Bashir, foi encarregado em 9 de dezembro de formar o novo Governo Sírio durante o período de transição.

## Políticas

### Reformas econômicas
O Ministro da Economia Basil Abdul Aziz declarou que havia planos para mudar de um modelo econômico mais controlado pelo Estado para um modelo de livre mercado mais forte, com uma liberalização dos controles de importação e exportação. O registro nas Câmaras de Comércio de Damasco seria considerado autorização suficiente para importar bens e as aprovações e permissões anteriormente exigidas do Banco Central da Síria não seriam mais necessárias. Líderes empresariais entrevistados pela Reuters descreveram as mudanças prometidas como encorajadoras. O governo declarou que o investimento na reconstrução seria uma prioridade, com danos da guerra civil estimados em dezenas de bilhões de dólares.

## Membros
| Cargo                                      | Titular                  | Desde                  |
| ------------------------------------------ | ------------------------ | ---------------------- |
| Primeiro-ministro                          | Mohammed al-Bashir       | 10 de dezembro de 2024 |
| Ministro do Interior                       | Mohammad Abdul Rahman    | 10 de dezembro de 2024 |
| Ministro da Justiça                        | Shadi al-Waisi           | 10 de dezembro de 2024 |
| Ministro da Economia                       | Basel Abdul Aziz         | 10 de dezembro de 2024 |
| Ministro da Agricultura e Irrigação        | Mohammad al-Ahmad        | 10 de dezembro de 2024 |
| Ministério da Informação                   | Mohammad al-Omar         | 10 de dezembro de 2024 |
| Ministro da Awqaf (Dotações Religiosas)    | Hussam Haj Hussein       | 10 de dezembro de 2024 |
| Ministro da Saúde                          | Mazen Dukhan             | 10 de dezembro de 2024 |
| Ministro da Educação                       | Nazir al-Qadri           | 10 de dezembro de 2024 |
| Ministro do Ensino Superior                | Abdel Moneim Abdel Hafez | 10 de dezembro de 2024 |
| Ministro do Desenvolvimento                | Fadi al-Qassem           | 10 de dezembro de 2024 |
| Ministro da Administração Local e Ambiente | Mohamed Muslim           | 10 de dezembro de 2024 |